# Toropa melanogona
Toropa melanogona är en insektsart som först beskrevs av Walker 1858.  Toropa melanogona ingår i släktet Toropa och familjen Dictyopharidae. Inga underarter finns listade i Catalogue of Life.